# 1487 Boda
1487 Boda è un asteroide della fascia principale del diametro medio di circa 29,16 km. Scoperto nel 1938, presenta un'orbita caratterizzata da un semiasse maggiore pari a 3,1429008 UA e da un'eccentricità di 0,1126793, inclinata di 2,46940° rispetto all'eclittica.
L'asteroide è dedicato all'astronomo tedesco Karl Boda (1889-1942).